# Munisuvrata

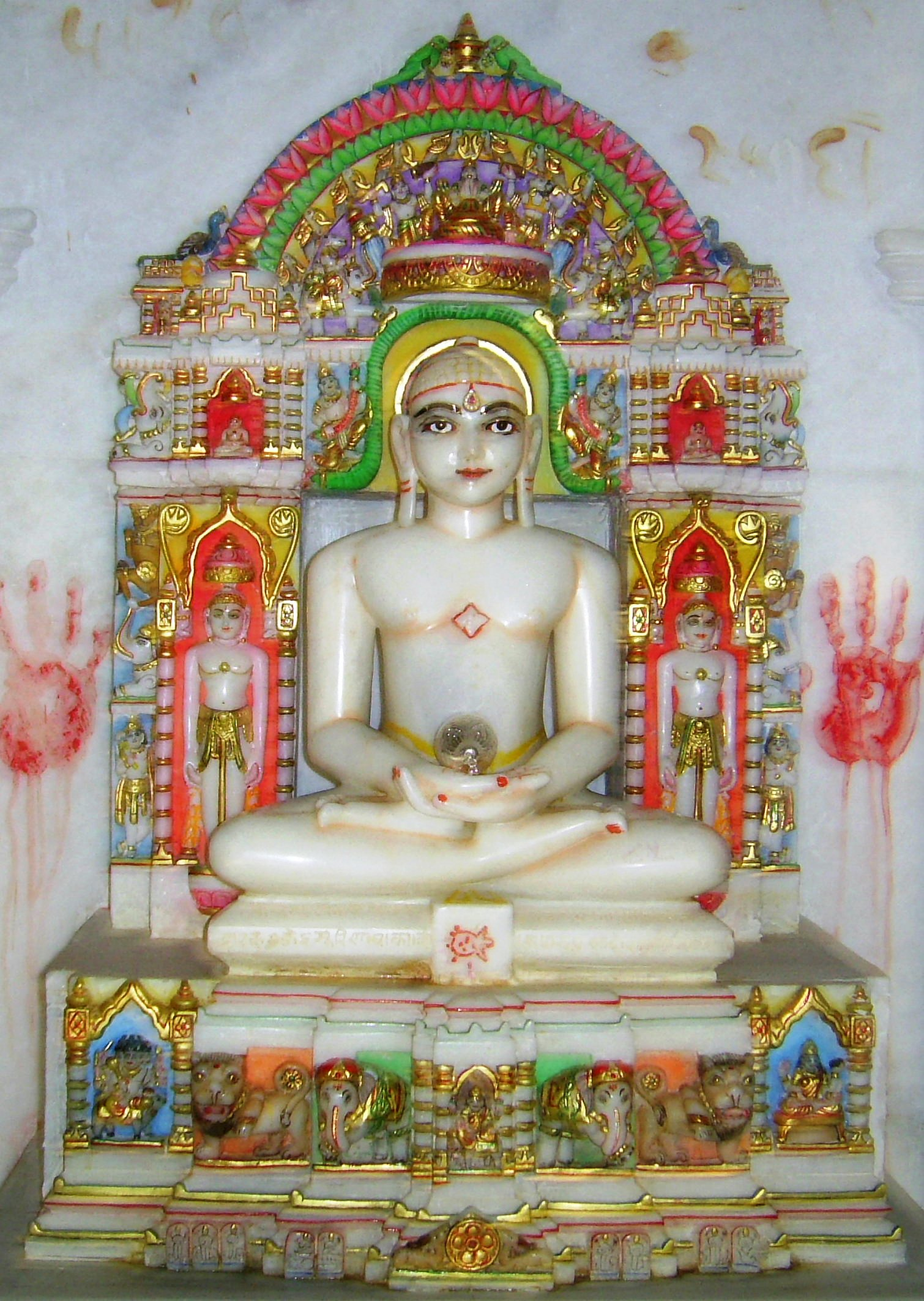
Le Tirthankara Munisuvrata.

Munisuvrata est le vingtième Tirthankara, un Maître éveillé du jaïnisme de notre époque. Il est né à Kusagranagara en Inde; il est issu d'une lignée royale. Ainsi il devint roi, puis abandonna le pouvoir et les richesses pour devenir ascète. Il obtint le moksha au Mont Sammeda dans l'état actuel du Jharkhand. Son symbole est la tortue.